# Coulonges-Cohan

Coulonges-Cohan este o comună în departamentul Aisne din nordul Franței. În 1 ianuarie 2022 avea o populație de 443 de locuitori.